# Leila

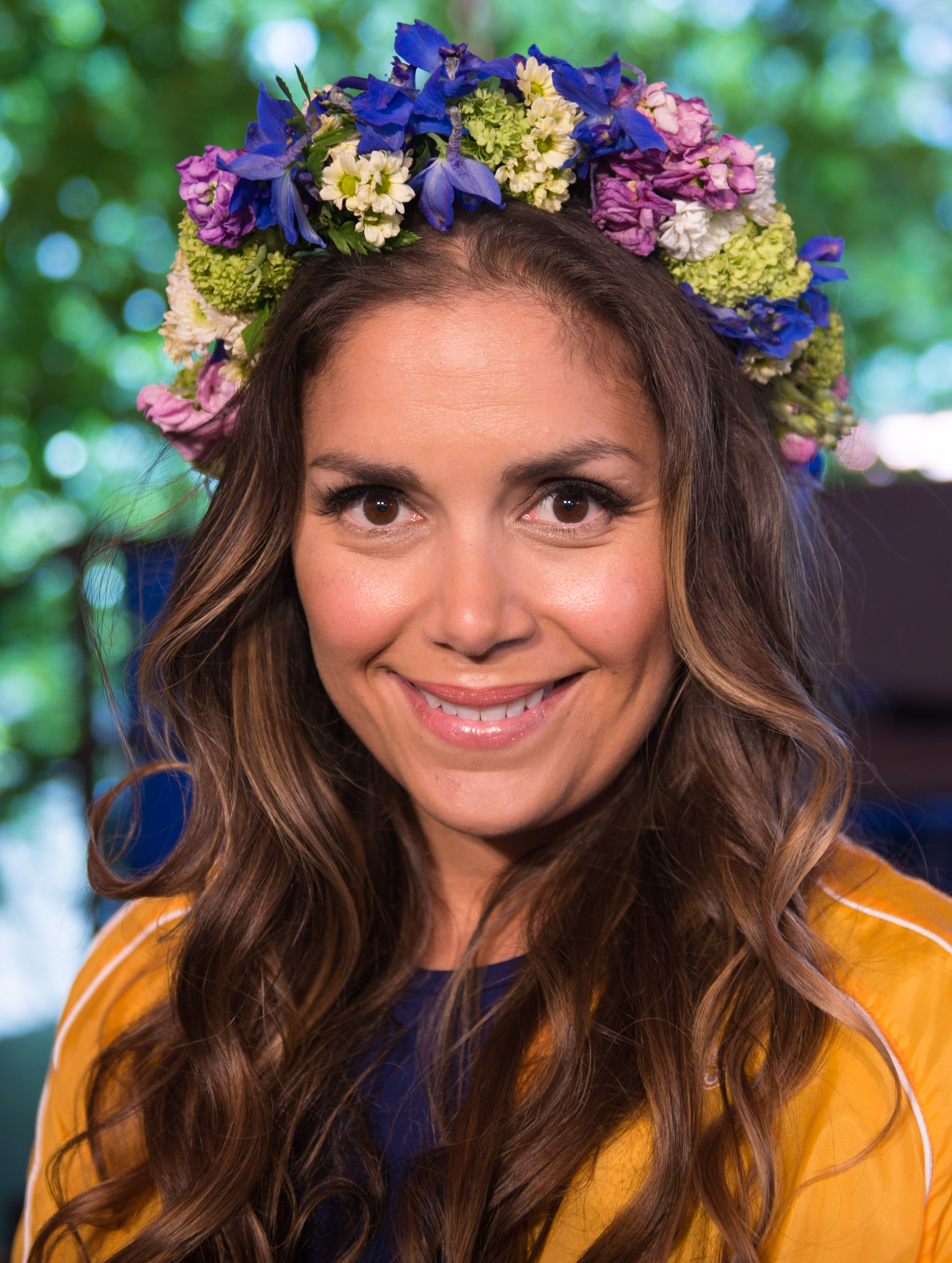
Leila Lindholm, 2015.

Kvinnonamnet Leila, Lejla eller Leyla är ett arabiskt namn med betydelsen "natt".
Namnet kom in i svenska almanackan 2001 och har ökat i popularitet under 1990-talet.
31 december 2009 fanns det totalt 4 574 personer i Sverige med namnet Leila, Lejla eller Leyla, varav 3 623 med det som tilltalsnamn.
År 2003 fick 21 flickor namnet, varav 13 fick det som tilltalsnamn.
Namnsdag: 28 augusti. I den finlandssvenska namnsdagslängden har Leila namnsdag 5 mars sedan starten 1929, då en egen namnsdagskalender togs i bruk för finlandssvenskar.

## Personer med namnet Leila
- Leila K (född 1971), artistnamn för Laila El Khali
- Leila Forouhar, iransk sångerska
- Leila Lindholm, kock och programledare
- Leilah Sutherland, brittisk skådespelerska
- Leyla Zana, kurdisk politiker

## Fiktiva personer med namnet Leila
- Titelrollen i operan Leila av Natanael Berg.